# Hrabstwo Marshall (Minnesota)

Piramida wieku hrabstwa

Hrabstwo Marshall – hrabstwo położone w Stanach Zjednoczonych w północno-zachodniej części stanu Minnesota. Siedziba hrabstwa znajduje się w Warren. Nazwa hrabstwa pochodzi od nazwiska XIX-wiecznego gubernatora Minnesoty oraz członka Partii Republikańskiej.

## Warunki naturalne
Hrabstwo zajmuje obszar 4695 km² (1813 mi²), z czego 4590 km² (1772 mi²) to lądy, a 105 km² (41 mi²) wody. Graniczy z 8 innymi hrabstwami:
- Hrabstwo Kittson (północ)
- Hrabstwo Roseau (północ)
- Hrabstwo Beltrami (wschód)
- Hrabstwo Pennington (południe)
- Hrabstwo Polk (południe)
- Hrabstwo Grand Forks (południowy zachód)
- Hrabstwo Walsh (zachód)
- Hrabstwo Pembina (północny zachód)

### Główne szlaki drogowe
| - U.S. Highway 59 - U.S. Highway 75 - Minnesota State Highway 1 - Minnesota State Highway 32 | - Minnesota State Highway 89 - Minnesota State Highway 219 - Minnesota State Highway 220 - Minnesota State Highway 317 |

## Demografia
Według spisu z 2000 roku hrabstwo zamieszkuje 10 155 osób, które tworzą 4101 gospodarstw domowych oraz 2837 rodzin. Gęstość zaludnienia wynosi 2 osoby/km². Na terenie hrabstwa jest 4791 budynków mieszkalnych o częstości występowania wynoszącej 1 budynek/km². Hrabstwo zamieszkuje 97,22% ludności białej, 0,1% ludności czarnej, 0,29% rdzennych mieszkańców Ameryki, 0,17% Azjatów, 1,62% ludności innej rasy oraz 0,6% ludności wywodzącej się z dwóch lub więcej ras, 2,93% ludności to Hiszpanie, Latynosi lub inni. Pochodzenia norweskiego jest 43,2% mieszkańców, 12,1% polskiego, 11,7 niemieckiego, a 9,6% szwedzkiego.
W hrabstwie znajduje się 4101 gospodarstw domowych, w których 30,2% stanowią dzieci poniżej 18. roku życia mieszkający z rodzicami, 60,2% małżeństwa mieszkające wspólnie, 5,4% stanowią samotne matki oraz 30,8% to osoby nie posiadające rodziny. 28,7% wszystkich gospodarstw domowych składa się z jednej osoby oraz 15,1% żyję samotnie i jest powyżej 65. roku życia. Średnia wielkość gospodarstwa domowego wynosi 2,45 osoby, a rodziny 3,01 osoby.
Przedział wiekowy populacji hrabstwa kształtuje się następująco: 25,4% osób poniżej 18. roku życia, 6,7% pomiędzy 18. a 24. rokiem życia, 24,7% pomiędzy 25. a 44. rokiem życia, 24,7% pomiędzy 45. a 64. rokiem życia oraz 18,5% osób powyżej 65. roku życia. Średni wiek populacji wynosi 40 lat. Na każde 100 kobiet przypada 103,2 mężczyzn. Na każde 100 kobiet powyżej 18. roku życia przypada 102,1 mężczyzn.
Średni dochód dla gospodarstwa domowego wynosi 34 804 dolarów, a średni dochód dla rodziny wynosi 41 908 dolarów. Mężczyźni osiągają średni dochód w wysokości 30 051 dolarów, a kobiety 20 600 dolarów. Średni dochód na osobę w hrabstwie wynosi 16 317 dolarów. Około 6,9% rodzin oraz 9,8% ludności żyje poniżej minimum socjalnego, z tego 11,3% poniżej 18 roku życia oraz 12,8% powyżej 65. roku życia.

## Miasta
- Alvarado
- Argyle
- Grygla
- Holt
- Middle River
- Newfolden
- Oslo
- Stephen
- Strandquist
- Viking
- Warren